# Cincinnobotrys speciosa
Cincinnobotrys speciosa är en tvåhjärtbladig växtart som först beskrevs av Abílio Fernandes och Rosette Mercedes Saraiva Batarda Fernandes, och fick sitt nu gällande namn av Jacq.-fél.. Cincinnobotrys speciosa ingår i släktet Cincinnobotrys och familjen Melastomataceae. Inga underarter finns listade i Catalogue of Life.